# 鈴木麗子
鈴木麗子（4月28日—），日本女性配音員、歌手、旁白。出身於東京都。A型血。

## 簡介
1997年1月19日，鈴木參加遊戲《青澀之戀》的12位女主角之一遠藤晶的試鏡被採用，從此正式出道。並與同期的岡田純子、岡本麻見、今野宏美、牧島有希、西口有香共6人並稱「兔子組」（全員Marcus所屬）。
Marcus歇業後，鈴木經由聲優培訓學校青二塾進入青二Production繼續在聲優業界發展。後來從青二Production移籍Velvet Management，然後又從Velvet Management退出成為自由身，2015年4月曾經加入Office PAC。目前是PONTE （页面存档备份，存于）所屬。

### 人物
- 本名相同[2][注 1]。除了從事配音工作之外，還有跨足樂壇，別名「 [uryan]」和音樂製作人搭檔合作，擔任主唱兼作詞。其他還有「uryan」、「s.y.n.（サイン）」等名稱負責聲樂的工作。
- 私生活方面，鈴木她無兄弟姊妹，所以是個獨生女。配音業界出道之後，因為家裡距離大學或工作地點很近，所以她是採上下通勤的方式來回。
- 由於是在富裕的家庭成長，因此根據以前跟她在《青澀之戀》合作的同事西口有香的說法，她家是住在一間相當大的洋房。
- 雖然兵庫縣神戶市並不是鈴木她的正式住所，但本人一直認為神戶有二成才是自己的出身地[2]。理由是因為母親在神戶做生意，為了討生活一直在神戶持續工作度日[4]。
- 父親為已故藝術家、尾道市立大學的前非常勤講師鈴木八朗（日语：鈴木八朗）。由於父親身為藝術工作者，覺得麗子這名字對她將來的一生影響重大。於是選出「櫻子（さくらこ）」、「曉子（あきらこ）」、「麗子（うららこ）」及「柚子（ゆず）」這4項充滿不同個性的名字來進行投票表決，結果她的祖父（八朗的父親）從這4項名字中選擇了麗子[4]。
- 興趣和特長是電腦操作（使用系統是Mac）、猜謎、裁縫[1]。另外她有高水平的電腦操作技術，因此現在可看到的官方個人網站就是由本人自己架設的，其他還有唱歌、遊戲、芳療等[2]。
- 擁有食品分析3級、色彩檢定2級、方香療法檢定1級、急救人員認定等資格[2]。
- 喜歡的動物是貓。
- 與同行西口有香、池澤春菜有十分不錯的交情。

## 演出作品
※粗體字表示說明飾演的主要角色。

### 電視動畫
年份不詳
- 蠟筆小新（園童、大姊姊 等）

1998年
- 青澀之戀（遠藤晶）

1999年
- 週刊故事樂園（日语：週刊ストーリーランド）（女性）

2000年
- 銀河冒險戰記（電視新聞主播）
- BRIGADOON 瑪琳與梅蘭（日语：BRIGADOON まりんとメラン）

2001年
- 足球小將翼 (平成版)（日向尊、中山政男、 等）
- 心之圖書馆（ 等）
- 小小雪精靈（男孩子B）
- 幻影天使（播報員〈女性〉）

2002年
- 水瓶戰記 Sign for Evolution（WIZ-DOM的少女 等）
- 忍者亂太郎（川西左近〈第2代〉）

### OVA
2002年
- 高校鐵拳傳（日语：高校鉄拳伝タフ）（川崎崇子）
- 魔法之星愛美 雲光（女孩子）

### 遊戲
1998年
- 青澀之戀（遠藤晶）
- 青澀寶貝（遠藤晶）

2000年
- 青澀之戀2（遠藤晶）

2001年
- 熱門高爾夫2（日语：ゴルフしようよ）（茱蒂·瓦倫西亞）

2002年
- AIR（川口茂美）
- 室友、麻美、妻子大人是女高中生（小野原麻美）

2004年
- 超級機器人大戰GC（日语：スーパーロボット大戦GC）（赤月光珠）

2006年
- 超級機器人大戰XO（日语：スーパーロボット大戦XO）（赤月光珠）

2008年
- 碧城（日语：アオイシロ）（葵花子）

2016年
- 超級機器人大戰OG The Moon Dwellers（赤月光珠[5]）

2018年
- 御城收藏:RE（日语：御城プロジェクト）（上赤坂城[6]）

### 廣播劇CD
- 碧城（日语：アオイシロ） 廣播劇CD「青城奇譚」（葵花子）

## 腳註

## 相關項目
- 池澤春菜
- 鈴木八朗（日语：鈴木八朗）
- SG Girls（日语：SGガールズ）

## 外部連結
- PONTE公式官網的聲優簡介 （页面存档备份，存于） （日語）
- 『urarako .com』 （页面存档备份，存于） （日語）－鈴木麗子的官方個人網站。
- （日語）－鈴木麗子的官方個人部落格（2005年4月1日起架設）。
- 鈴木麗子的X（前Twitter） （日語）